# Neues Schloss Belp

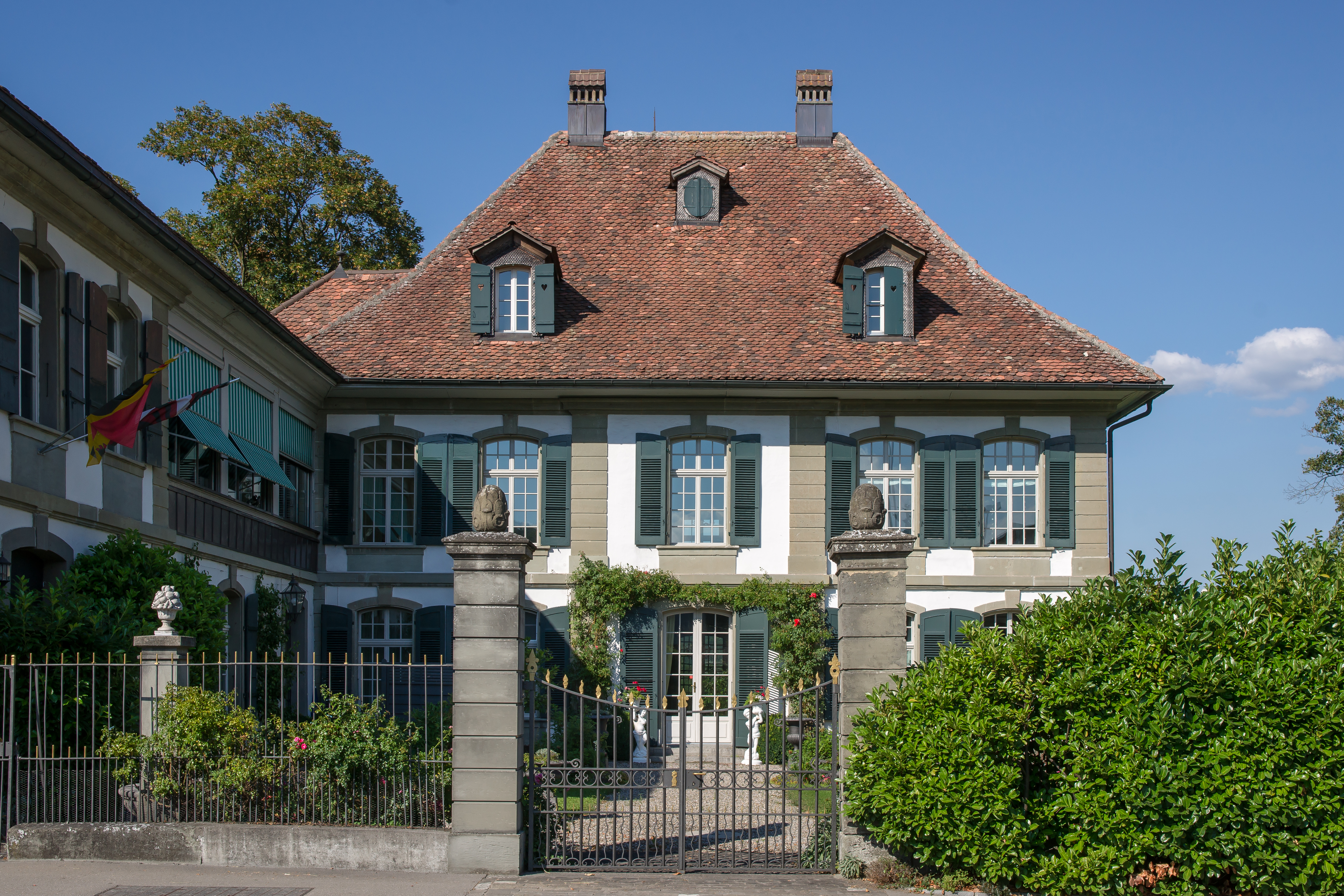
Neues Schloss Belp (2013).

Das Neue Schloss Belp ist ein Schloss aus dem 18. Jahrhundert in der Gemeinde Belp im Kanton Bern.

## Geschichte
Das sogenannte Neue Schloss wurde 1740 durch Alexander Ludwig von Wattenwyl im Stil Ludwigs XV. erbaut. 1811 kaufte der Ratsherr Ludwig Zeerleder die Campagne, welche im Belper Volksmund bis heute Zeerlederstock genannt wird.
Das Schloss ist bis heute in Privatbesitz.